# Black Joke
Black Joke est un voilier de plaisance français, construit en 1890 à Londres. Classé bateau d'intérêt patrimonial depuis 2013, il s’agit d’un des plus vieux bateaux français toujours navigants.

## Historique
Dessiné par l’architecte naval britannique F.D Wilkinson, Black Joke est construit en 1890 par les chantiers du même nom situés à Charlton, à l’est de Londres. La coque est construite en bois, avec des bordés en pin et chêne sur membrure en acacia. Le pont est en teck. Sa carène, à étrave inversée et à quille longue lestée de plomb, renvoie au style de construction des années 1850.
Il entre en service en 1891, et navigue initialement sous pavillon britannique. À cette période, il participe à de nombreuses régates, connaît de nombreux propriétaires successifs, 
et porte à un moment le nom Antinea. Il reste sous pavillon britannique jusqu’en 1949, puis passe sous pavillon hollandais, puis belge au fil de ses propriétaires successifs, jusqu’en 1973 où il passe sous pavillon français,.
En 1983, il est racheté par un granvillais, Jean-Luc Playe, qui le conserve jusqu’à sa mort en juillet 2019. Le bateau, réputé être l’un des plus vieux navires sous pavillon français toujours à l’eau —Il est âgé de six ans de plus que le Belem—, se retrouve abandonné au fond du port du Hérel, et ne navigue plus depuis 2013. En janvier 2021, il est racheté par un nantais, Jean-François Coudreau, qui le fait restaurer dans cette ville, sur le site des anciens Chantiers Dubigeon,. Après un an et demi de restauration à l’identique, Black Joke est remis à l’eau le 30 juin 2022,.